# Pterolophia arabica
Pterolophia arabica là một loài bọ cánh cứng trong họ Cerambycidae.